# Hyposoter virginalis
Hyposoter virginalis är en stekelart som först beskrevs av Johann Ludwig Christian Gravenhorst 1829.  Hyposoter virginalis ingår i släktet Hyposoter och familjen brokparasitsteklar. Arten är reproducerande i Sverige. Inga underarter finns listade i Catalogue of Life.